# Bogue Chitto (condado de Neshoba)
Bogue Chitto es un lugar designado por el censo situado entre el Condado de Neshoba y el Condado de Kemper, Misisipi, Estados Unidos. Según el censo de 2000 tenía una población de 533 habitantes y una densidad de población de 32.7 hab/km².

## Demografía
Según el censo de 2000, había 533 personas, 160 hogares y 127 familias residiendo en la localidad. La densidad de población era de 32,7 hab./km². Había 169 viviendas con una densidad media de 10,4 viviendas/km². El 5,82% de los habitantes eran blancos, el 0,38% afroamericanos, el 92,68% amerindios y el 1,13% pertenecía a dos o más razas. El 0,38% de la población eran hispanos o latinos de cualquier raza.
Según el censo, de los 160 hogares en el 40,6% había menores de 18 años, el 31,9% pertenecía a parejas casadas, el 31,9% tenía a una mujer como cabeza de familia, y el 20,6% no eran familias. El 11,9% de los hogares estaba compuesto por un único individuo, y el 3,1% pertenecía a alguien mayor de 65 años viviendo solo. El tamaño promedio de los hogares era de 3,33 personas y el de las familias de 3,48.
La población estaba distribuida en un 34,1% de habitantes menores de 18 años, un 11,1% entre 18 y 24 años, un 31,0% de 25 a 44, un 16,9% de 45 a 64, y un 6,9% de 65 años o mayores. La media de edad era 28 años. Por cada 100 mujeres había 94,5 hombres. Por cada 100 mujeres de 18 años o más, había 86,7 hombres.
Los ingresos medios por hogar en la localidad eran de 18.641 dólares ($), y los ingresos medios por familia eran 16.597 $. Los hombres tenían unos ingresos medios de 18.250 $ frente a los 15.240 $ para las mujeres. La renta per cápita para la ciudad era de 6.080 $. El 54,2% de la población y el 56,1% de las familias estaban por debajo del umbral de pobreza. El 58,3% de los menores de 18 años y el 80,6% de los habitantes de 65 años o más vivían por debajo del umbral de pobreza.

## Geografía
Según la Oficina del Censo de los Estados Unidos, Bogue Chitto tiene un área total de 16,4 km² de los cuales 16,3 km² corresponden a tierra firme y 0,1 km² a agua. El porcentaje total de superficie con agua es 0,63%.